# 叶成林
叶成林（1875年—1974年），字梓良，云南昆明人，中华民国滇军将领。

## 生平[2]
1915年，云南举行护国起义，发动护国战争。叶成林先任护国军第三军第六支队长，后任第二纵队司令。
1927年，龙云控制云南大权，对部队进行整编，将编余的中下级军官1000多人送入讨逆军第十三路总指挥部军官团接受训练。该团设在云南陆军讲武学校，以那其仁为团长，王炳章、华封治为副团长，学员编为三个营，每营三个连，每连三个排，每连学员约100多人。第一营长阎旭，第二营长朱仲翔，第三营长潘宝珍。担任教官的有叶成林、陶汝滨、帅崇兴、李识韩等等。学员均为步兵科，教学内容同云南陆军讲武学校各期基本相似，此外还增设了公路建筑学等课程，以应对和平时期的建设需要。军官团被列入云南陆军讲武学校十九期，于民国十七年（1928年）9、10月毕业，毕业学员被分配至云南省各部队任职。
1957年2月，朱德在离开昆明35年后回到昆明视察工作。朱德特地邀请了原云南陆军讲武堂教官、同学、同事及参加过辛亥革命和护国起义的战友，在震庄设宴招待。获邀请者包括李鸿祥、叶成林、孙永安、黄毓成、孙崇山、杨希闵、陈天贵、赵钟奇、李文汉等40多人。